# Petrovaradín

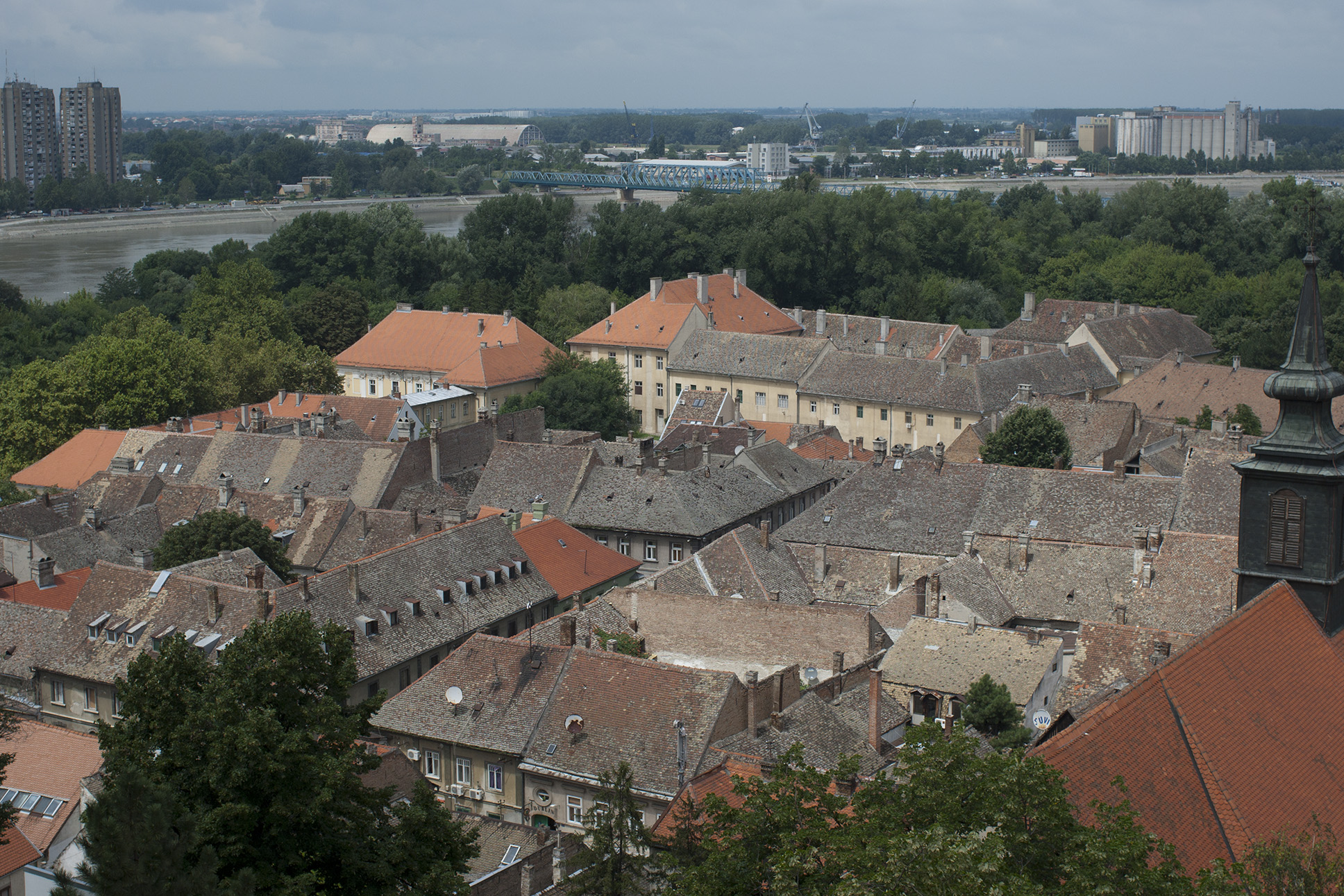
Pohled na podhradí z petrovaradínské pevnosti

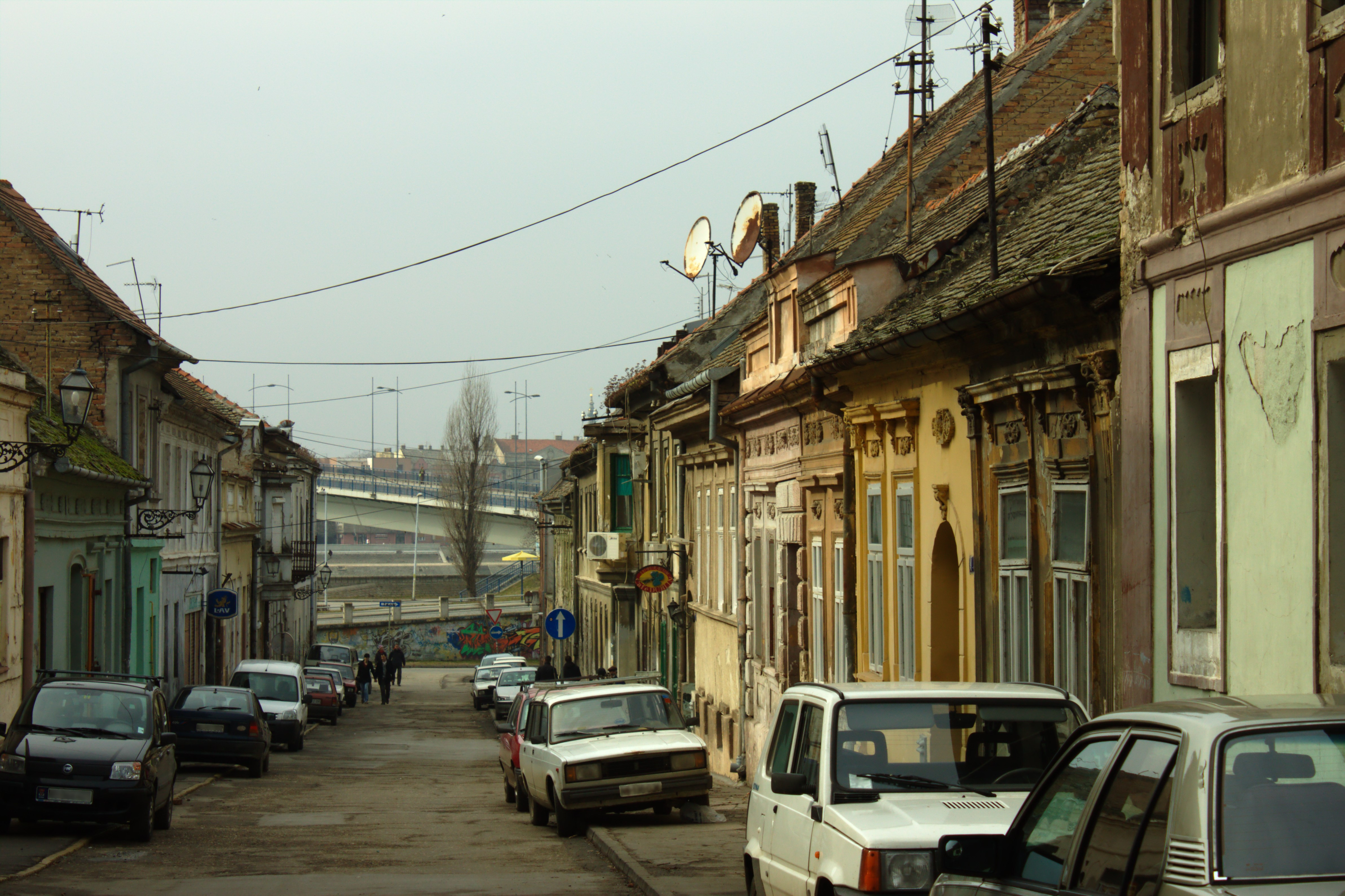
Jedna z petrovaradínských ulic, v pozadí se nachází Varadínský most

Petrovaradín (srbsky Петроварадин/Petrovaradin, maďarsky Pétervarad) je městská část Nového Sadu na pravém břehu Dunaje. Žije zde 14 298 obyvatel. Známá je díky pevnosti, která tvoří dominantu Nového Sadu a vystupuje nad řekou Dunajem. Petrovaradín spojuje se zbytkem města silniční Varadínský most a kombinovaný (silniční a železniční) Žeželjův most.

## Historie
Na místě podhradí Petrovaradínské pevnosti se začala rozvíjet osada (varoš) v časech, kdy drželi tuto část Panonské nížiny Turci. První záznamy o souvislém osídlení pocházejí z roku 1546.
Po druhé Bitvě o Vídeň byli Osmané opět poraženi a museli ustoupit přes celé Uhersko. V roce 1691 vyklidili po prohraném střetu u Harašnja i Petrovaradín. O osm let později Karlovický mír stanovil novou hranici mezi Rakouskem a Osmanskou říší, kterou tvořily řeky Sáva a Dunaj, 40 km jihozápadně od Petrovaradína. Správcem města se tak stalo Rakousko-Uhersko. Během této správy byla vybudováno centrum Petrovaradína se systémem pravoúhlých ulic (3x3) a římskokatolickým kostelem sv. Jiří. Rovněž vznikl systém opevnění s bastiony. Od roku 1692 se začalo i s výstavbou pevnosti (dokončena roku 1780).
Ve stejnou dobu se odehrálo i Stěhování Srbů a v opačném směru – na jih – přicházeli do nově získaných oblastí Uher obchodníci, vojáci a úředníci. Kromě pravoslavného obyvatelstva se tak bylo možné setkat i s katolickými Němci, nebo Chorvaty. S vznikajícím Novým Sadem byl spojen pontonovým mostem. Na mapách prvního vojenského mapování se již objevila Petrovaradínská pevnost a k ní přiléhající vesnice s názvem Maier Höffe, jejíž střed ležel přibližně v místě dnešní ulice Patrijarha Rajačića. Jižně od ní byla potom ještě jedna ves s německým názvem Rochus Thal, které se později spojily do jediného celku. Tím procházela stará silnice z Petrovaradína do Sremských Karlovců. Na mapě druhého a třetího vojenského mapování jsou vesnice označeny jako Ludwighsthal (severní), Maierhoefl (střední) a Rochusthal (jižní). Patrná je již železniční trať s nádražím v jeho současné poloze. Na samém jižním okraji Petrovaradína se nacházela kaple Panny Marie Sněžné.
V roce 1912 byl Petrovaradín napojen na elektrickou síť.Po roce 1918 zanikly původní názvy vesnic a sídlo se stalo jedním celkem. 
Až do roku 1945 byl proto de facto chorvatským územím (za druhé světové války byl součástí Nezávislého státu Chorvatsko). Od konce druhé světové války, když přestala petrovaradínská pevnost sloužit pro vojenské účely se posádka JLA přesunula do nedalekého podhradí. Velká část pevnosti byla od roku 1951 přebudována do podoby veřejného parku. Dodnes je zde armáda přítomna; její kasárny se rozkládají jižně od pevnosti, směrem ke Sremské Kamenici. V samotném Petrovaradínu se nachází vojenská nemocnice.
V meziválečné a poválečné době se kromě původního rakouského podhradí Petrovaradín rozšířil směrem východním až k železniční trati. Zástavbu tvoří nízké domy. V dobách socialistické Jugoslávie bylo nedaleko nádraží vybudováno i panelové sídliště.
V současné době se v Petrovaradínu rozvíjí umělecká tvorba. Prostory pevnosti slouží jako ateliéry malířům i řadě jiných tvůrců a v podhradí se nacházejí různé galerie a jiné umělecké prostory.[zdroj?] V roce 2017 se uskutečnila komplexní rekonstrukce petrovaradínského podhradí. U řady budov byly obnoveny původní historické fasády z dob Rakousko-Uherska. Projekt obnovy schválila Skupština Nového Sadu v březnu 2017. Komplexní projekt rekonstrukce má být dokončen do roku 2012 a má připravit půdu pro kandidaturu historického centra Petrovaradína a Petrovaradínské pevnosti na památku UNESCO v témže roce. Rovněž bylo plánováno přeložení hlavního dopravního tahu pryč z centra Petrovaradína a výstavba dalšího mostu přes Dunaj z Nového Sadu.
Petrovaradín byl v dobách existence Rakousko-Uherska opevněným městem. Hradby a bastiony se dochovaly až do dnešních dní. Silniční komunikace směrem na Bělehrad prochází skrz hradby (tzv. Bělehradská brána - srbsky Београдска капија/Beogradska kapija).

## Obyvatelstvo
V současné době má Petrovaradín 14 298 obyvatel. Toto číslo neustále roste. V minulosti byl mnohem řidčeji osídlen.
- 1948 - 5 719 obyvatel
- 1953 - 6 428 obyvatel
- 1961 - 8 408 obyvatel
- 1971 - 10 477 obyvatel
- 1981 - 11 285 obyvatel
- 2002 - 13 973 obyvatel[7]
- 2011 - 14 298 obyvatel

Etnický původ obyvatelstva Petrovaradínu odkazuje na fakt, že čtvrť byla dříve součástí Chorvatska. 10 % jejích obyvatel se dodnes hlásí k chorvatské národnosti. V roce 1991 (těsně před rozpadem SFRJ) to bylo 19 %.
Z Petrovaradína pocházel také chorvatský bán Josip Jelačić.

## Náboženský život
Na území Petrovaradína se nachází 8 chrámů; menší část z nich je římskokatolických, většina pak pravoslavných. Největší a nejznámější z nich je římskokatolický kostel sv. Jiří, který se nachází ve Štrosmajerově ulici.

## Administrativní členění

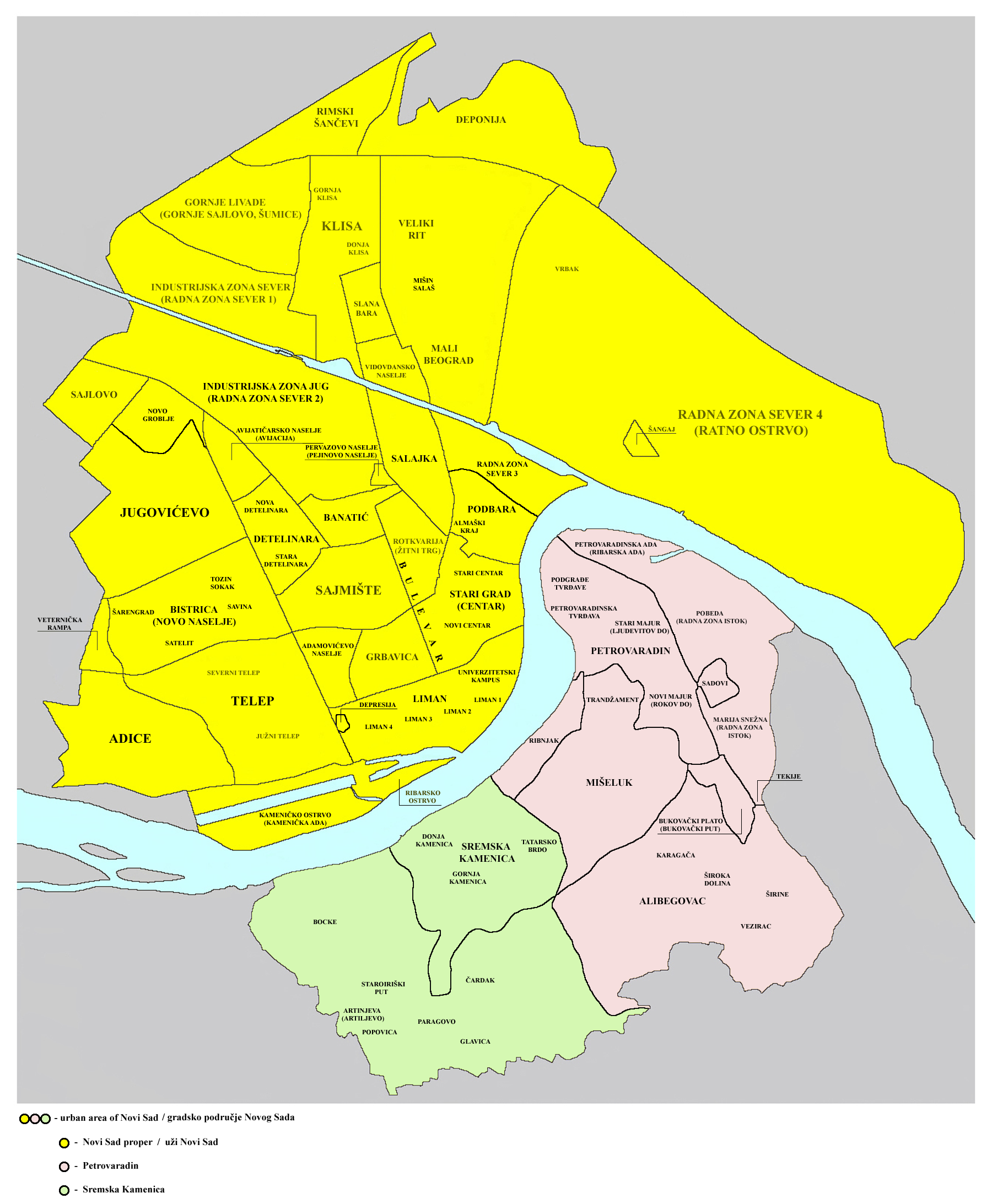
Petrovaradin na mapě Nového Sadu (růžově). Samotná čtvrť však zabírá jen malou část z vyznačeného území

Petrovaradín je jedním ze tří hlavních celků, které tvoří město Novi Sad. Pod opštinu Petrovaradin (která zabírá cca 1/4 plochy Nového Sadu) kromě samotné čtvrti (podhradí) spadají ještě následující části města (velikostně jsou k nim analogická česká katastrální území[zdroj?]):
- Alibegovac
- Bukovački plato
- Vezirac
- Petrovaradinska ada
- Radna zona istok
- Ribnjak
- Sadovi
- Puckaroš
- Stari Majur
- Novi Majur
- Trandžament
- Širine
- Široka Dolina
- Karagača

## Ekonomika
V Petrovaradíně stojí průmyslová zóna, nachází se zde také jedna z novosadských tepláren.

## Doprava

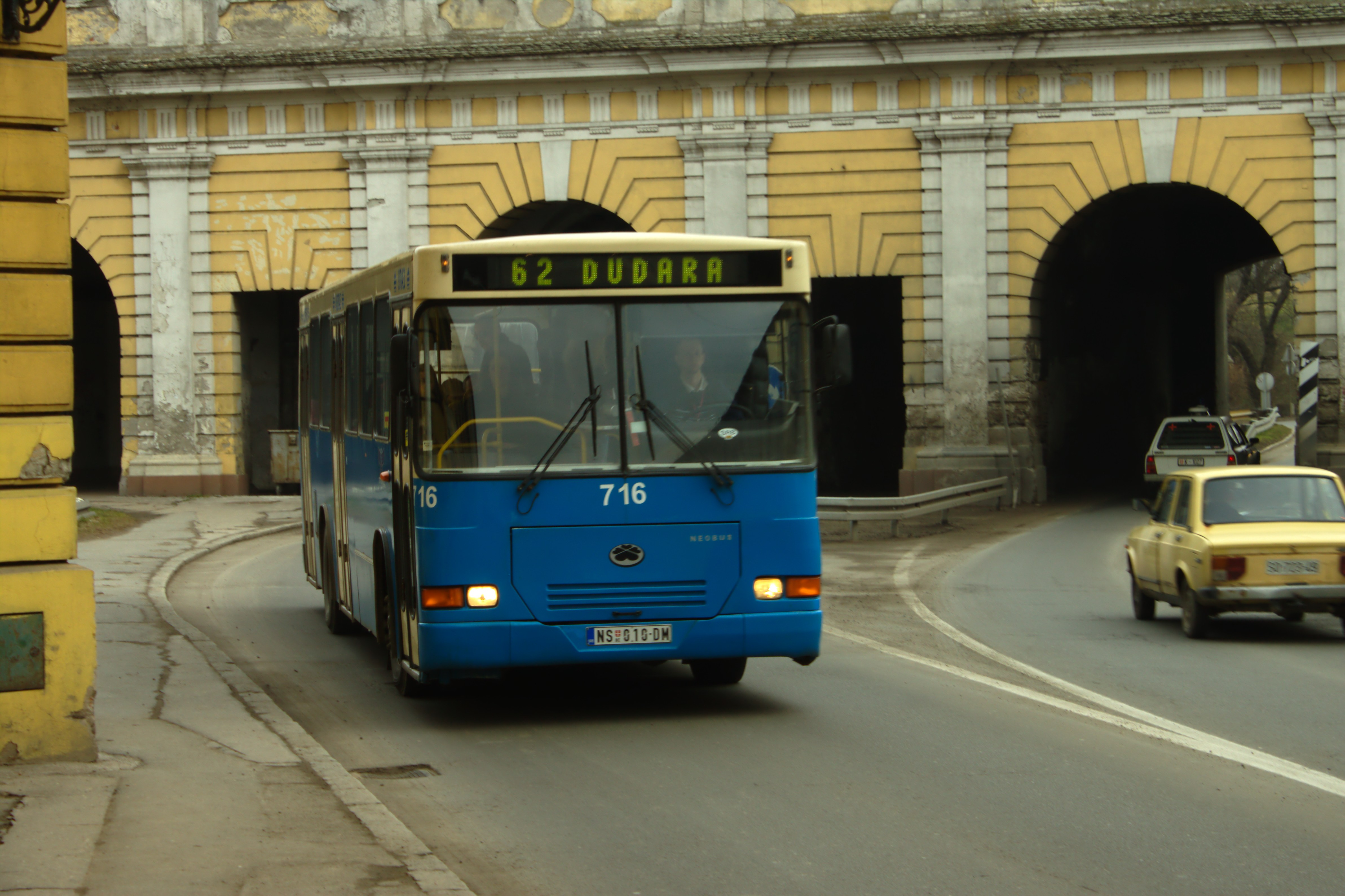
Městský autobus projíždějící po hlavní třídě (Bělehradské), v pozadí Bělehradská brána (Beogradska kapija)

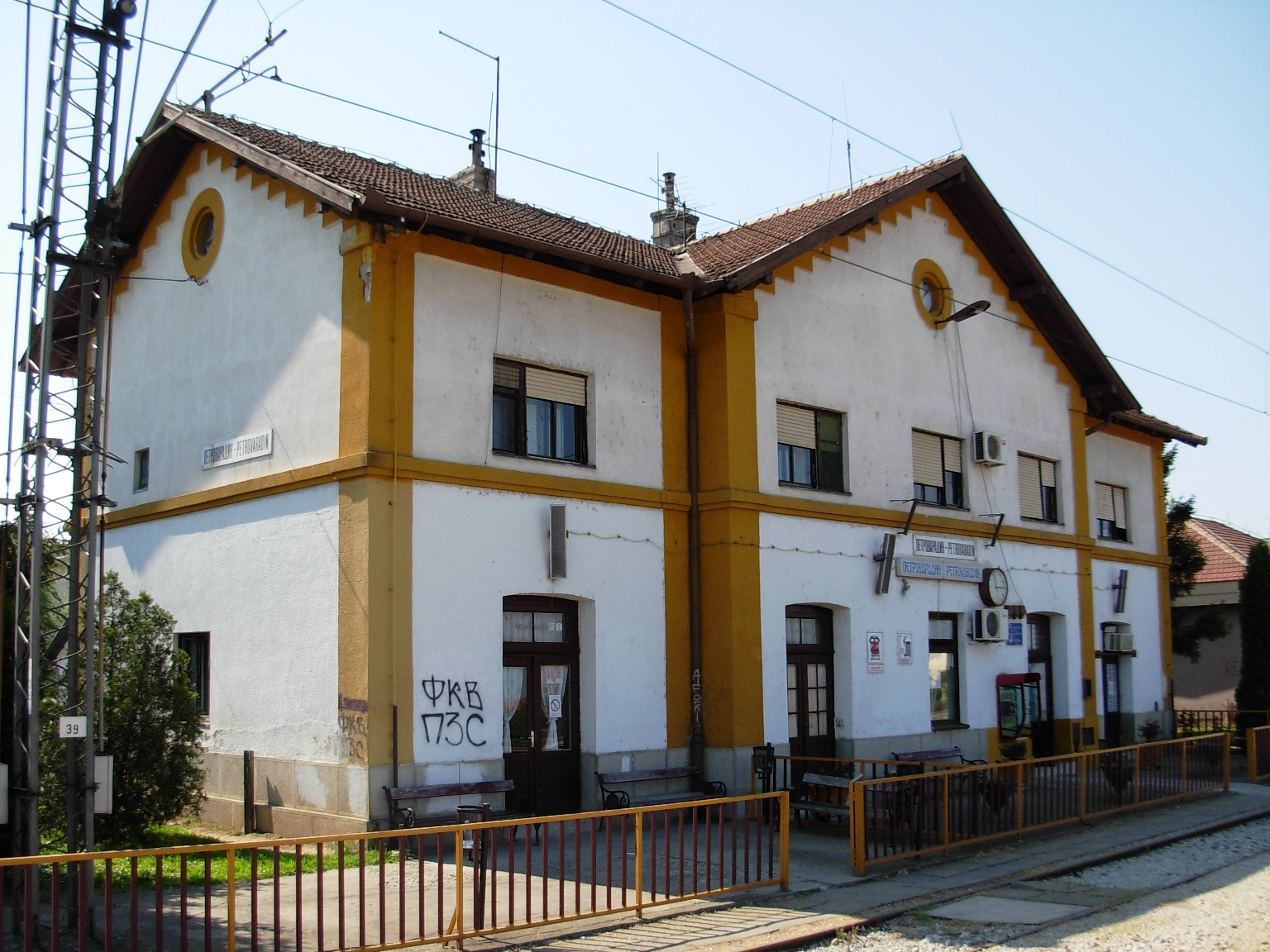
Železniční stanice

Petrovaradín má dopravní spojení na hlavní tahy v autonomní oblasti Vojvodina. Ze západu, severu i východu ho obtéká řeka Dunaj. Severojižním směrem prochází čtvrtí jak silniční (stará silnice Novi Sad – Bělehrad) tak i železniční trať (ve stejném směru).

### Silniční
Petrovaradínu se vyhybají dálniční tahy (především dálnice A1, která vede přes bývalý Petrovaradínský válečný ostrov na druhém břehu Dunaje. Hlavní silniční tah vede z Žeželjova kombinovaného mostu přes Petrovaradín do Sremské Kamenice. Odbočky vedou potom k petrovaradínskému podhradí a do Sremských Karlovců. 

### Železniční
Petrovaradín má od roku 1883 také svoje nádraží (součást železniční trati Subotica – Zemun). V současné době trať prochází přes Dunaj kombinovaný Žeželjův most, ale až do druhé světové války byl využíván tunel pod pevností, který navazoval na příhradový most Františka Josefa I. (po druhé světové válce zničen, do dnešních dob se dochovaly pouze některé pilíře). Byl to stálý most v Novém Sadu (ale i Petrovaradínu).
Z tohoto nádraží odbočovala dříve také trať směrem do Beočinu, dnes zrušená. Její těleso je ale v Petrovaradínu do jisté míry patrné, byť byl kolejový svršek odstraněn.

### Veřejná doprava
Do Petrovaradína zajíždějí některé autobusové linky novosadské městské hromadné dopravy, které pokračují dále, do odlehlejších částí Nového Sadu. Projíždějí Bělehradskou a Preradovićevou ulicí.